# Олимпийцы (Marvel Comics)
Олимпийцы (англ. Olympians) — вымышленный вид, появляющийся в комиксах издательства Marvel Comics. Эти персонажи основаны на Двенадцати Олимпийцах и других божествах греческой мифологии. В начале 60-х годов подвиги Асгардского бога грома Тора и его злого брата Локи показали, что обновление древних мифов может снова стать читаемым. В 1965 году Стэн Ли и Джек Кирби представили Олимпийцев в Journey into Mystery Annual #1.

## История
Олимпийцы — это раса сверхразмерных существ, обладающих множеством мистических сверхчеловеческих способностей, которым когда-то поклонялись цивилизации, сосредоточенные вокруг Средиземного моря, Эгейского, Ионического, Тирренского и Лигурийского морей, такие как Греция, Римская империя и части Египта и Турции, как боги примерно с 2500 г. до н. э. до примерно 500 г. н. э. Олимпийцы связаны с каждым другим пантеоном богов, которым когда-либо поклонялись на Земле, таким как Асгардцы и Боги Гелиополиса (древний Египет), потому что Рея, дух, представляющий жизнь на Земле, была Матерью первой расы богов, появившихся на Земле. Различные пантеоны, которые существуют сегодня, являются потомками этих ранних богов. Считается, что олимпийцы родились где-то на Земле, но в настоящее время проживают в другом измерении, которое находится рядом с Землей, известной как Олимпус. Один известный вход в эту область фактически расположен на горе Олимп в Греции.

## Расовые атрибуты
Большинство олимпийских богов идентичны по внешности людям и полностью способны иметь детей с людьми, другими мистическими существами и даже инопланетянами. Олимпиады ближе к тому, чтобы обладать истинным бессмертием, чем большинство пантеонов Земли, в том, что они перестают достигать взрослого возраста, хотя некоторые достигают зрелости намного быстрее. Например, Марвеловское изображение о рождении Артемиды показывает, что она быстро растёт после рождения и помогает матери доставить её брату Аполлону. Олимпийцы невосприимчивы к обычным заболеваниям и не могут быть убиты обычными способами. Все Олимпийцы обладают сверхчеловеческой силой с мужчинами, как правило, сильнее женщин. Средний Олимпиец мужского пола обладает достаточной сверхчеловеческой силой, чтобы поднять около 30 тонн, в то время как женщина Олимпиец может поднять около 25 тонн. Несколько Олимпийцев в значительной степени превышают средних за счет того, что естественно обладают большей физической силой, хотя некоторые из них могут увеличить свою силу магическими средствами.
Кожа у всех Олимпийцев сложная и эластичная, чем у человека, дающая им сверхчеловеческую долговечность и она примерно в 3 раза плотнее, укрепляющая их естественную силу и упругость. Повышенная плотность приводит к тому, что Олимпийцы становятся намного тяжелее, чем большинство людей, хотя они и не появляются. Средние Олимпийцы, как мужчины, так и женщины, могут выдерживать экстремальные температуры и пули высокого калибра, не получая травмы. Они могут быть ранены, но мистические энергии их тел позволят им исцеляться с гораздо большей скоростью и с большей точностью, чем люди. Средний Олимпиец может восстановить травмы, которые приводят к тяжёлым ранениям и потере крови в течение короткого периода времени без каких-либо рубцов. Более обширные травмы требуют более длительного времени заживления. Тяжёлые травмы, такие как разорванные конечности, могут восстанавливаться магически, если пострадавший Олимпиец получает лечение в течение короткого периода времени после травмы. Небольшое меньшинство Олимпийцев обладает способностью полностью восстанавливать недостающие конечности без внешней помощи от других богов. Однако любой Олимпиец может умереть, если разбросана значительная часть его молекул тела. Тем не менее, возможно, что бог крайней силы или несколько богов работают вместе, чтобы воскресить тех, кто был убит, хотя это также должно быть сделано вскоре после смерти. Мускулатура всех Олимпийцев производит значительно меньшее количество усталостных токсинов, чем люди, предоставляя им сверхчеловеческую выносливость во всех физических действиях.
Есть некоторые Олимпийцы, которые рождаются с потенциалом для сбора большого количества мистической энергии для различных целей, включая проецирование мощных энергетических взрывов, межпространственную телепортацию, изменение формы, временное увеличение их физических характеристик и предоставление других сверхчеловеческих способностей влияющих на существ или предметы и т. д. Среди наиболее выдающихся Олимпийцев, обладающих огромными способностями к управлению энергией, являются Нептун, Плутон и Зевс. Другие Олимпийцы обладают особыми атрибутами, уникальными для них, такими как мистическая способность Афродиты возбуждать любовь и страсть в других и превращать оружие в объекты мира или способность Аполлона вырабатывать большую жару и свет, равный маленькому солнцу.

## Известные представители
Олимпийцы представлены в алфавитном порядке:
- Аполлон (Аполлон Феб) — бог света, музыки, поэзии, пророчества, медицины и науки. Как бог света, он может вырабатывать тепло и свет, эквивалентные маленькому солнцу. Как бог пророчества, он может видеть будущее и возможные исходы действий.
- Арес — бог войны.
- Артемида — богиня диких животных, охоты и лунного света.
- Афина (Афина Парфенос) — богиня мудрости и войны. Она убита Геркулесом, когда она сражалась с Королем Хаоса и позже возвращается к жизни после поражения Короля Хаоса.[8]
- Афродита (Афродита Урания, Венера) — богиня любви и красоты. Таким образом, у неё есть дополнительные способности производить любовь у людей и превращать оружие в мирные объекты.
- Биа — бог могущества.
- Веста (Гестия) — богиня домашнего очага.
- Геба — богиня молодости.
- Геката — богиня волшебства, колдовства, некромантии и перекрестка.
- Гера (Гера Аргея) — Королева Богов. Она богиня брака и верности.
- Геркулес (Геракл) — бог силы и труда. Он инструктор Академии Мстителей.
- Гермес (Гермес Диакторос) — бог скорости и посланник богов. Он бог границ и переходов, а также воров, борьбы, изобретений и торговли.
- Гефест (Гефест Этнай) — бог огня и металлургии. Он также является кузнецом богов.
- Деймос — бог ужаса.
- Деметра — богиня растений и сельского хозяйства.
- Дионис (Дионис Акротофорус, Вакх) — бог вина, театра и веселья/развлечений.
- Зевс (Зевс Панхелениос) — бог неба и грома. Будучи королем олимпийских богов, он является членом Совета Богов.
- Кратос — Кратос — бог силы.
- Купидон (Эрос) — бог любви.
- Нептун (Посейдон Аегаус) — бог моря. Таким образом, он может дышать как в воздухе, так и в воде.
- Нептуния (Род) — богиня моря.
- Нокс (Никс, Нюкта) — богиня ночи, хотя она, возможно, выродилась в демона. Она является членом лордов страха.
- Пан (Эгипан) — бог пастухов и стадов.
- Персефона — королева подземного мира. Она также является богиней весны.
- Плутон (Аид) — бог подземного мира, делающий его одним из Адских Лордов.
- Психея — богиня верности.
- Танатос — бог смерти.
- Тарамус — бог знаний и обучения, но работает куратором Музея греческой древности. Тарамус убит Аресом, защищающим его артефакты.[9]
- Фобос — бог страха.
- Фурии — Богини мести.
  - Темная Леди (Тисифон) — вместе со своими сестрами одна из Фурий.
  - Эмбер (Алекто) — вместе со своими сестрами одна из Фурий.
  - Леди Эш (Мигера) — вместе со своими сестрами одна из Фурий.
- Эрида (Дискорд) — богиня раздоров.

## Вне комиксов

### Кинематографическая вселенная Marvel
Олимпийцы появляются в фильме «Тор: Любовь и гром» (2022), действие которого разворачивается в кинематографической вселенной Marvel (КВМ). Рассел Кроу исполняет роль Зевса, Саймон Расселл Бил — Диониса, а Бретт Голдстин появляется в первой сцене после титров в роли Геракла.